# 구석구석 대한민국 행복한 지도
《구석구석 대한민국 행복한 지도》는 2015년 7월 11일부터 2019년 7월 27일까지 방송되었던 시사교양 프로그램이다.

## 기획 의도
자연이 만든 풍경과 사람이 만든 문화를 만나는 시사교양 프로그램이다.

## 방송 시간
| 방송 채널 | 방송 기간                          | 방송 시간                         |
| --------- | ---------------------------------- | --------------------------------- |
| KBS 1TV   | 2015년 7월 11일 ~ 2015년 12월 26일 | 매주 토요일 오전 10시 30분 ~ 11시 |
| KBS 1TV   | 2017년 5월 20일 ~ 2017년 5월 27일  | 토요일 오전 11시 30분 ~ 12시      |
| KBS 1TV   | 2017년 6월 3일 ~ 2018년 8월 25일   | 매주 토요일 저녁 6시 30분 ~ 7시   |
| KBS 1TV   | 2019년 5월 4일 ~ 2019년 7월 27일   | 매주 토요일 오전 11시 30분 ~ 12시 |

## 방송 회차
2015년 (시즌 1)
- 구석구석 대한민국 행복한 지도의 에피소드 목록 (2015년)

2017년 (시즌 2)
- 구석구석 대한민국 행복한 지도의 에피소드 목록 (2017년)

2018년 (시즌 3)
- 구석구석 대한민국 행복한 지도의 에피소드 목록 (2018년)

2019년 (시즌 4)
- 구석구석 대한민국 행복한 지도의 에피소드 목록 (2019년)